# جشنواره بین‌المللی فیلم مونیخ
جشنواره بین‌المللی فیلم مونیخ (آلمانی: Filmfest München)، (انگلیسی: Munich International Film festival) مشهور به Filmfest München
بزرگترین جشنواره فیلم تابستانی در آلمان است و از لحاظ اندازه و اهمیت بعد از جشنواره فیلم برلین دومین جشنواره بزرگ آلمان می‌باشد، و از ۱۹۸۳ هر ساله در اواخر ماه ژوئن برگزار می‌شود.
عمده اهداف جشنواره فیلم مونیخ جهت ارائه فیلم بلند و کوتاه، در درجه اول کشف فیلم‌سازان جوان با استعداد و نوآور و در مرتبه بعدی ادای احترام به دستاوردهای سینماگران و آثار قدیمی آن‌هاست.
جشنواره مونیخ یک جشنواره رقابتی است و به برندگان بخش‌های مختلف جایزه‌های نقدی در مجموع ۲۵۰ هزار یورویی اعطا می‌شود.
در سال‌های اخیر مخاطبان این جشنواره تا ۸۰ هزار نفر هم برآورد شده‌اند. بیش از ۲۰۰ فیلم بلند و مستند در ۱۸ سالن سینمای مدرن و مجهز در ایام جشنواره ارائه می‌شوند. در سال ۲۰۱۷ حدود ۶۰۰ منتقد و نماینده مطبوعات و بیش از ۲۵۰۰ نماینده صنعت سینما از کشورهای مختلف در جشنواره فیلم مونیخ شرکت داشتند. به‌طور سنتی جشنواره مونیخ در مرکز فرهنگی کاستایگ برگزار می‌شود. منطقه‌ای در مونیخ که در آن ارکستر فیلارمونیک مونیخ، دانشگاه موسیقی و هنرهای نمایشی مونیخ و چند مرکز فرهنگی دیگر وجود دارند.

## نگارخانه

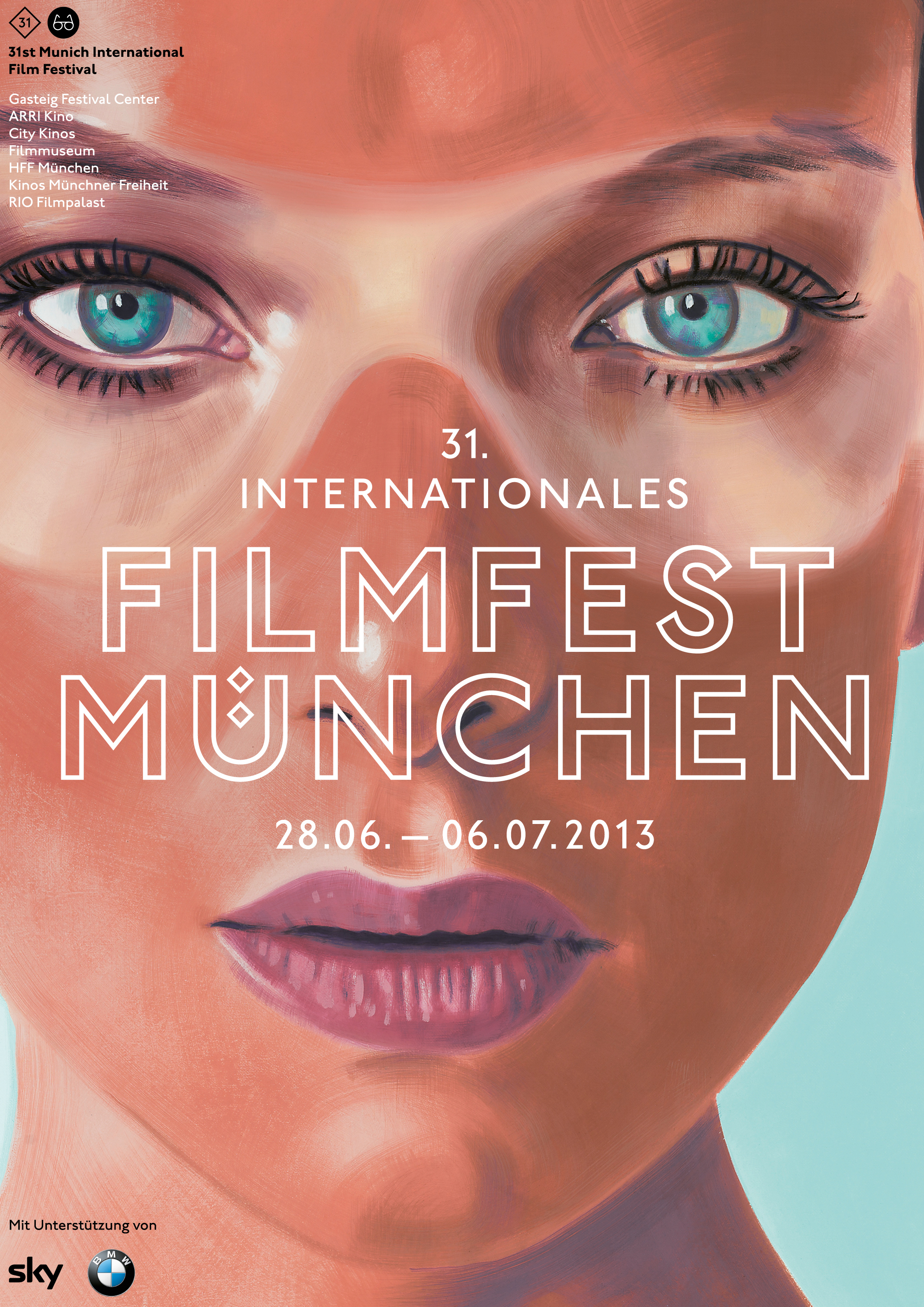
پوستر رسمی جشنواره ۲۰۱۳

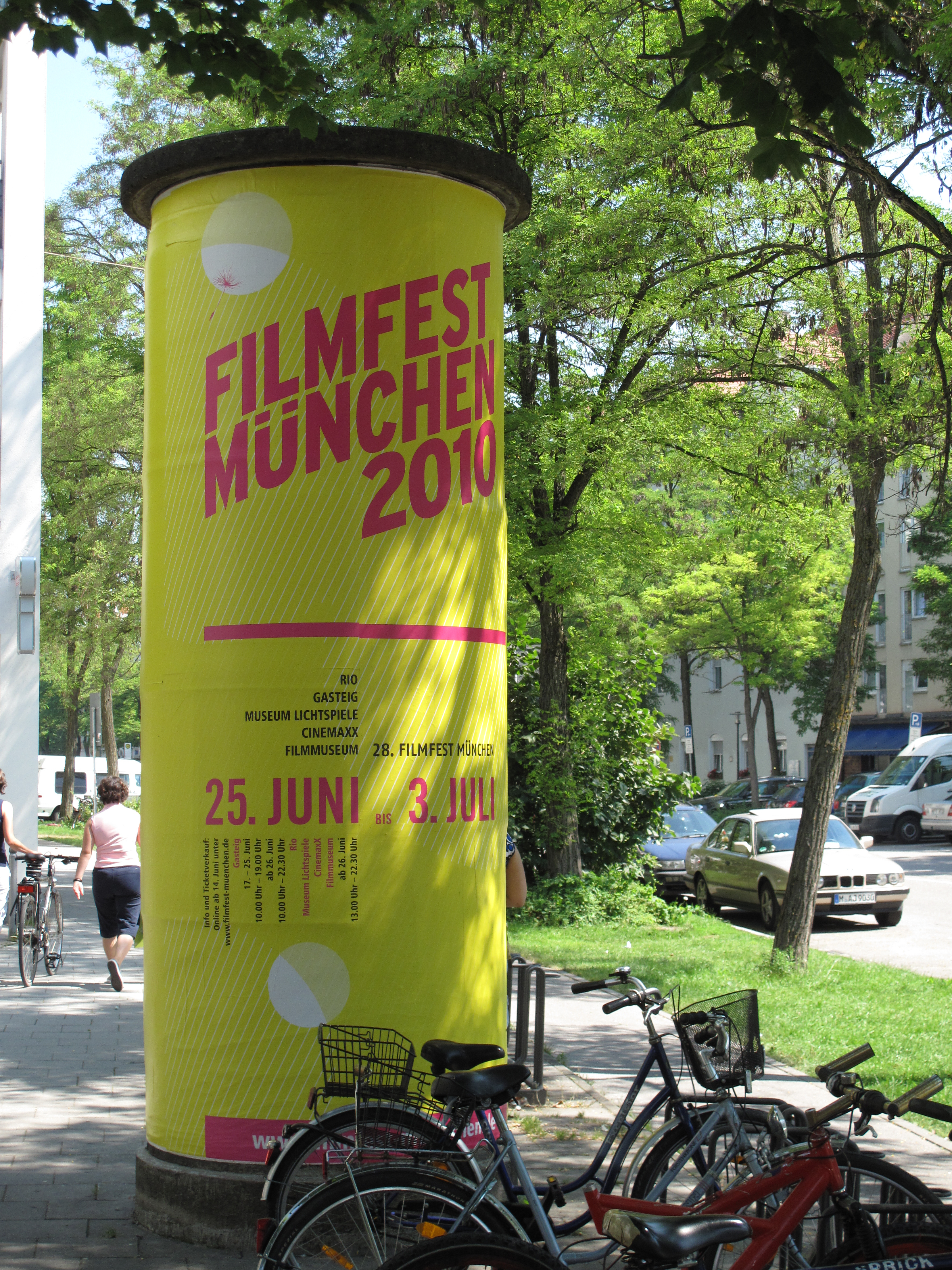
تبلیغات محیطی جشنواره مونیخ ۲۰۱۰